# Köpoğlu mancası

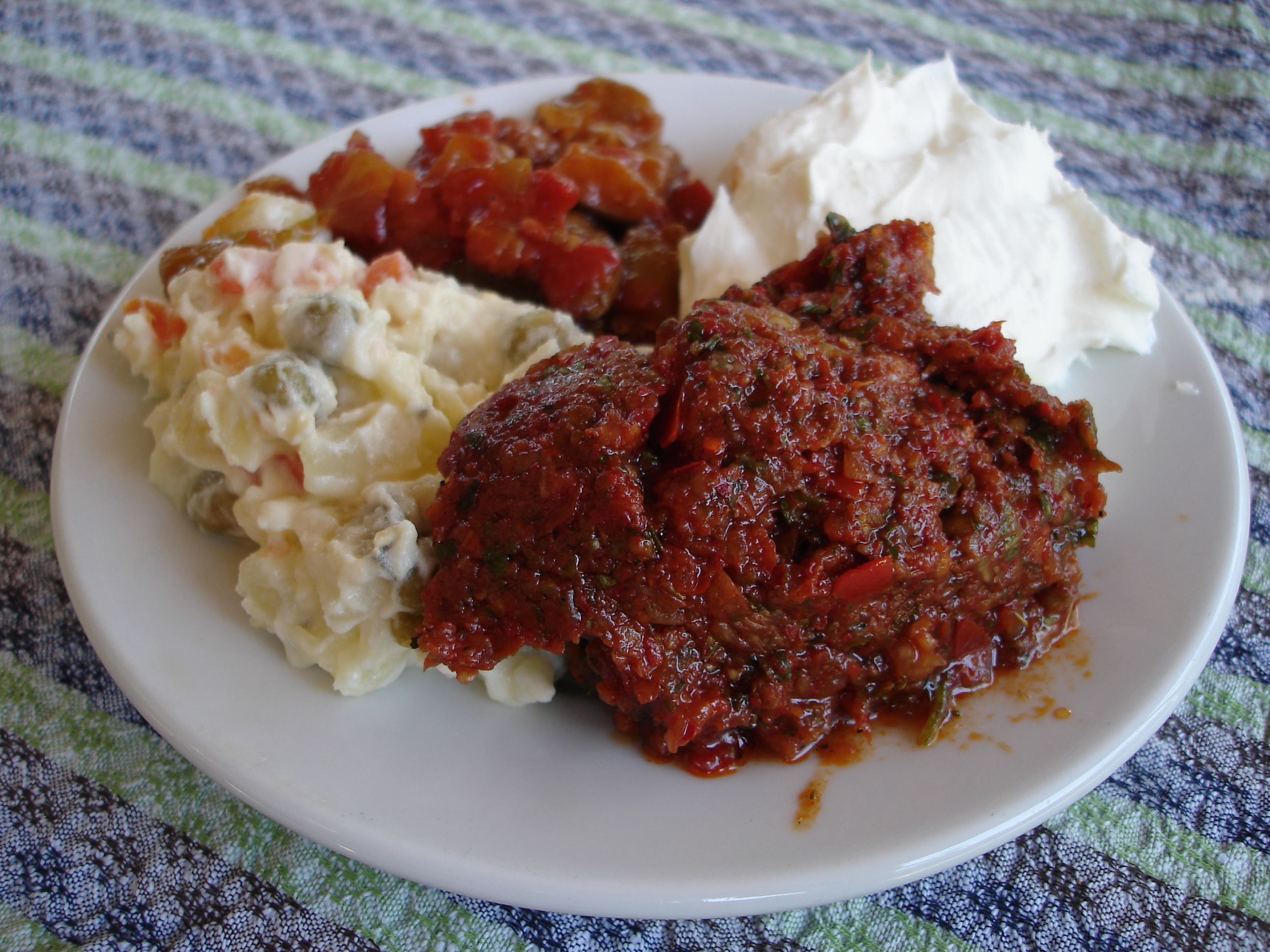
Köpoğlu mancası (davant) en un plat de mezes, junt amb amanida russa, pilaki i süzme yoğurt (iogurt filtrat).

Köpoğlu mancası o Amanida de Köpoğlu (Köpoğlu salatası en turc) és un meze de la cuina turca. Es fa amb diverses verdures pelades i rostides a la graella. Després se li afegeix oli d'oliva, sal i all. Totes les verdures (albergínia, tomàquet, pebrot, etc.) són aixafades i posades en un plat, on es llença pel damunt julivert picat. Tanmateix, alguns cuiners posen per sobre iogurt.

## Etimologia
Hi ha qui diu que «manca» ve de menjar en els idiomes llatins. Köpoğlu és un nom proper (Köpoğlu mancası = menjar de Köpoğlu). Segons la llegenda Köpoğlu hauria guastat tots els seus diners en comprar raki, va tornar a casa i fer un apat amb el que tenia a l'hort.